# Schakalen (1973)
Schakalen (originalets titel är The Day of the Jackal), brittisk/fransk film som utkom år 1973. 
1999 placerade British Film Institute filmen på 74:e plats på sin lista över de 100 bästa brittiska filmerna genom tiderna.

## Handling
Handlingen följer Frederick Forsyths roman med samma namn närmast fullständigt, och skildrar hur lönnmördaren med täcknamnet Schakalen (Edward Fox) av OAS högsta ledning får uppdraget att likvidera Frankrikes president Charles de Gaulle. Inom kort får dock den franska säkerhetstjänsten vetskap om att illdådet planeras och sätter sin bästa detektiv, Claude Lebel (Michael Lonsdale), på uppdraget att spåra upp och omhänderta mördaren. Till sin hjälp får han obegränsade resurser ställda till sitt förfogande.

## Om filmen
1997 gjordes det en nyinspelning av filmen med Richard Gere och Bruce Willis i två av huvudrollerna.

## Rollistan (i urval)
- Edward Fox - Schakalen
- Terence Alexander - Lloyd
- Michael Lonsdale - Claude Lebel
- Michel Auclair - överste Rolland
- Cyril Cusack - Gozzi, vapensmeden
- Delphine Seyrig - Colette de Montpellier
- Alan Badel - ministern
- Tony Britton - kommissarie Thomas
- Denis Carey - Casson
- Adrien Cayla-Legrand - president Charles de Gaulle
- Maurice Denham - general Colbert
- Vernon Dobtcheff - förhörsledaren
- Jacques François - Pascal
- Olga Georges-Picot - Denise
- Raymond Gérôme - Flavigny
- Edward Hardwicke - Charles Calthrop
- Derek Jacobi - Caron
- Jean Martin - Wolenski
- Ronald Pickup - förfalskaren
- Timothy West - Berthier